# Вулиця Кармелюка (Івано-Франківськ)
Вулиця Устима Кармелюка — вулиця в Івано-Франківську, що йде під невеликим нахилом і сполучає вулиці Ленкавського й Набережну ім. Стефаника. Знаходиться у північно-західній частині міста, в межах колишньої дільниці Княгинин — Бельведер.

## Історія
Виникла на самому початку XX століття. Її первісна назва — вул. Ясінського, на честь довголітнього заслуженого війта села Княгинина Івана Ясінського. Після приєднання Княгинина до Станиславова з 1925 р., при впорядкуванні назв міським маґістратом вулиця змінила назву. Вона одержала ім'я польського політичного діяча в Галичині Миколая Зиблікевича. Натомість іменем Ясінського була названа менша вулиця, що відгалужувалася від вул. Зиблікевича.
Під час німецької окупації вулиця носила назву Чорна.
Від 1945 р. вулиця має ім'я Устима Кармелюка — керівника повстанського руху на Поділлі в першій половині XIX століття.
Вулиця недовга (має 650 м), але на цьому відрізку її перетинає або відгалужується сім вулиць. Забудова переважно садибна, приватна. Вул. Кармелюка є значною транспортною артерією і дорожне покриття тут у досить непоганому стані, на відміну від багато інших периферійних вулиць міста.
У кінці вулиці в серпні 1989 був убитий за не до кінця з'ясованих обставин працівник локомотиворемонтного заводу, активіст Народного руху України Роман Левицький. 2007 року на цьому місці встановлено пам'ятний знак. Іменем Романа Левицького названа сусідня
вулиця (колишня вул. Соцзмагання).

## Будівлі
- № 2  — ПП «Глобус Плюс», КП «Колосок», ПП «Галичина-ліс»
- № 41  — ТОВ «Сорока»
- № 42А  — Відкритий міжнародний університет розвитку людини «Україна», Івано-Франківська філія
- № 42  — Оздоровчий центр, Фінська сауна, Компанія «SALSA-манія», Сауна.
- № 9  — Магазин «Автозапчастина»